# John Atcherley Dew
John Atcherley Dew (5 de maio de 1948) é um cardeal neozelandês, atual Arcebispo emérito de Wellington.

## Biografia
Estudou na escola primária de St. Joseph, Waipukurau, no Colégio de São José, Masterton, Seminário Santo Nome, Christchurch (filosofia), na Holy Cross College, Mosgiel (teologia) e no Instituto de Santo Anselmo, Kent, Reino Unido, entre 1991 e 1992 (espiritualidade).
Foi ordenado padre em 9 de maio de 1976, Waipukurarau, pelo cardeal Reginald Delargey, arcebispo de Wellington. Realizou o ministério pastoral na paróquia de St Joseph, Upper Hutt (1976-1979), diocese de Rarotonga, Rarotonga (1980-1982), arquidiocesano da Pastoral Juvenil (1983-1987), na comunidade maori das Ilhas Cook (1983-1987), na Holy Cross College, Mosgiel (1988-1991) e na Paróquia de St. Anne, Newtown (1993-1995).
Em 1 de abril de 1995, foi nomeado bispo-titular de Privata e bispo-auxiliar de Wellington. Recebeu a consagração episcopal em 31 de maio do mesmo ano na Wellington Town Hall, das mãos do cardeal Thomas Stafford Williams, arcebispo de Wellington, auxiliado por Denis George Browne, bispo de Hamilton em Nova Zelândia e por Peter James Cullinane, bispo de Palmerston North.
Ainda foi secretário da Conferência dos Bispos Católicos da Nova Zelândia. Foi promovido a arcebispo-coadjutor de Wellington em 24 de maio de 2004, sucedendo a Sé metropolitana em 21 de março de 2005. Recebeu o pálio do Papa Bento XVI em 29 de junho de 2005, na Basílica de São Pedro.
Em 4 de janeiro de 2015, o Papa Francisco anunciou a sua criação como cardeal, no Consistório Ordinário Público de 2015. Foi criado cardeal-presbítero de Santo Hipólito, recebendo o barrete e o anel cardinalício em 14 de fevereiro.
Teve sua renúncia aceita pelo Papa Francisco em 5 de maio de 2023.